# فینال جام حذفی فوتبال انگلستان ۱۹۲۵
فینال جام حذفی فوتبال انگلستان ۱۹۲۵، رقابت پایانی جام حذفی فوتبال انگلستان در سال ۱۹۲۵ میلادی است که مابین دو تیم باشگاه فوتبال شفیلد یونایتد و باشگاه فوتبال کاردیف سیتی در ورزشگاه ومبلی لندن برگزار شده‌است.
این مسابقه که در تاریخ ۲۵ آوریل ۱۹۲۵ انجام شده‌است با نتیجه ۱ بر ۰ به سود تیم باشگاه فوتبال شفیلد یونایتد به پایان رسید.